# C More HD
C More HD war der erste europäische HDTV-Spielfilmsender. Der Sendebetrieb wurde am 1. September 2005 gestartet und war als Bezahlfernsehen bei Canal Plus Nordic im skandinavischen Raum buchbar und empfangbar. C More steht dabei für die englische Kurzform von see more (dt. mehr sehen) und HD steht für High Definition. Einige Monate später wurde der Kanal ersetzt durch Canal+ HD.
Gezeigt wurden ausgewählte Spielfilme aus dem Programm der übrigen SDTV-Versionen der Filmkanäle von Canal Digital Nordic als hochaufgelöste Versionen.
Es wurde in HDTV-Norm bei der Auflösung von 1080i (1920 × 1080 in Interlace) und 50 Hz Bildwiederholrate gesendet. Der Ton wurde mindestens in Dolby Digital Stereo und bei Filmen mit Mehrkanalton in Dolby Digital 5.1 gesendet. Die Sprachfassung des Filmes ist anders als zum Beispiel im deutschen Fernsehen nicht synchronisiert, sondern in der Originalsprache belassen. Wie üblich werden ausländische Filme in Skandinavien mit Untertitel gesendet. Im DVB-S Datenstrom befinden sich Untertitel in Norwegisch, Schwedisch, Finnisch und Dänisch, so dass mit einer Ausstrahlung diese Länder versorgt werden können. Im Gegensatz zu später gefolgten HDTV-Kanälen anderer europäischer Sender wurde nicht auf das neuere und effizientere DVB-S2 als Übertragungsverfahren und MPEG-4 als Komprimierung gesetzt, sondern bei DVB-S und MPEG-2 geblieben, um auch ältere auf dem Markt befindliche HD-Receiver für DVB-S und MPEG-2 zu unterstützen.
Außerdem wurden auch keine Kopierschutzmechanismen wie HDCP verwendet, die von dem Großteil der übrigen europäischen HD-Sender eingesetzt wurden.